# Stefano Fiore
Stefano Fiore (* 17. April 1975 in Cosenza) ist ein ehemaliger italienischer Fußballspieler.
Er spielte als zentraler Mittelfeldspieler, aber auch teilweise als Flügelspieler und war für seine kreative Spielweise, sein außerordentliches Passspiel und seine wichtigen Tore bekannt.

## Karriere

### Im Verein

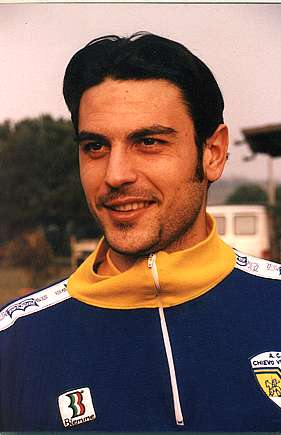
Stefano Fiore in seiner Zeit bei Chievo Verona

Stefano Fiore begann 1992 mit dem Profifußball bei seinem Heimatklub AS Cosenza Calcio. Damals kam er nur auf elf Einsätze, ehe er 1994 zur AC Parma wechselte. 1995 gewann Parma den UEFA-Pokal, Fiore wurde aber in keinem internationalen Spiel eingesetzt. Da er in Parma auch während der Saison von Trainer Nevio Scala kaum eingewechselt wurde, zwang man ihn regelrecht dazu zum direkten Konkurrenten in der italienischen Serie A zu wechseln, Padova Calcio. In der Saison 1995/96 erzielte Fiore in 24 Spielen ein Tor. In der darauffolgenden Saison wechselte er wieder in die Serie B zu Chievo Verona, wo ihm ein erster Höhenflug gelang. Mit zwei Toren und mehreren Torvorlagen in 38 Spielen weckte Fiore wiederum die Aufmerksamkeit seines ehemaligen Klubs, dem AC Parma. 1997 unterzeichnete der Mittelfeldspieler bei den Gialloblu einen Zweijahresvertrag. Wiederum kam Fiore in Parma unter Carlo Ancelotti kaum zum Einsatz und wurde meist nur als Ersatz für den alternden Dino Baggio eingewechselt. So kam er zwar immerhin auf 54 Einsätze, war aber auf längere Sicht gesehen nicht zufrieden mit dem Dasein als Reservist. 1997/98 spielte Fiore mit Parma in der UEFA Champions League und kam dabei auf sechs Einsätze. In der darauffolgenden Saison gewann AC Parma erneut den UEFA-Pokal und Fiore steuerte in zehn Spielen zwei Tore zum Erfolg bei. 1999 gewann man auch den Coppa Italia, Fiore wurde im Pokal jedoch nicht eingewechselt.
Den ersten Höhepunkt seiner Karriere konnte Fiore in der Saison 1999/2000 verzeichnen. Nach einem Wechsel zu Udinese Calcio bekam er endlich das Vertrauen des Trainers und bestritt in seiner ersten Saison in Norditalien 33 Spiele und konnte insgesamt neun Tore erzielen, von denen jedes spektakulär war. Nach seinen guten Leistungen bei der EM 2000 wurden Transfergerüchte um Fiore laut. Doch der Mittelfeldspieler wies Angebote von Großklubs wie Juventus Turin, Lazio Rom oder Inter Mailand zurück und verblieb für die nächste Saison bei Udinese Calcio. Seine herausragende Form ließ ihn auch in der Meisterschaft nicht im Stich. Er erzielte wiederum neun Tore in 34 Spielen. In den zwei Spielzeiten bei Udinese nahm Fiore auch zweimal am UEFA-Pokal teil und schoss in neun Spielen ein Tor.
Im Jahr 2001 wechselte Fiore für 25 Millionen Euro zu Lazio Rom. Sein Mannschaftskamerad Giuliano Giannichedda folgte ihm. Doch für die Biancocelesti konnte Fiore seine Form nicht finden, da Trainer Alberto Zaccheroni ihn ausschließlich auf der linken Mittelfeldseite einsetzte. Er verlor auch seinen Platz in der Nationalmannschaft und war bei der WM 2002 nur Zuschauer. Als Zaccheroni 2002 gefeuert wurde, fand Fiore unter dem neuen Trainer Roberto Mancini wieder zu seiner ursprünglichen Form. Er wurde wieder im zentralen Mittelfeld eingesetzt und führte Lazio zum vierten Tabellenplatz in der ersten italienischen Liga. Lazio Rom sicherte sich damit einen Platz in der Champions League. Fiore spielte in der darauf folgenden Saison in sensationeller Form für Lazio, jedoch war der Klub durch einige Verkäufe im Sommer geschwächt. Dennoch gewannen die Römer den Coppa Italia. Fiores gute Leistungen im Cup als auch in der Meisterschaft brachten ihm wieder eine Einberufung ins Nationalteam für die EM 2004.
Aufgrund finanzieller Probleme bei Lazio Rom, wurde Stefano Fiore und einige seiner Mannschaftskollegen 2004 nach Spanien zum FC Valencia verkauft. Nach einem vielversprechenden Start in die Saison unter Trainer Claudio Ranieri, musste der spanische Verein im Oktober eine lange Niederlagenserie einstecken. Nach dem Ausscheiden in der Champions League, wurde der Trainer Ranieri im Februar 2005 entlassen. Unter dem neuen Trainer wurde Fiore, der sich nicht schnell an den spanischen Fußball gewöhnen konnte, immer öfter auf die Ersatzbank versetzt.
Im Sommer 2005 kehrte er in die italienische Serie A zurück und wurde von der AC Florenz für ein Jahr ausgeliehen. In Italien fühlte sich Fiore wieder wohl und fand seine Form sofort wieder. Zusammen mit dem Stürmer Luca Toni führte er die Fiorentina wieder auf ein höheres Niveau. Überraschenderweise nahm Fiorentina den Mittelfeldspieler nicht unter Vertrag, obwohl er von Valencia für nur zwei Millionen Euro angeboten wurde. Nach seiner Rückkehr nach Spanien trainierte er zwar mit der Mannschaft von Valencia, der Verein suchte jedoch einen Verein der Interesse am Mittelfeldspieler zeigte und fand mit dem FC Turin einen italienischen Klub. Fiore, der nach eigener Aussage gern wieder in Italien spielen würde, wurde für ein Jahr nach Turin verliehen.
Im Januar 2007 lieh der FC Valencia Fiore für ein halbes Jahr an die AS Livorno aus, wo er sofort zum Stammspieler aufstieg. Im Sommer 2007 wechselte Fiore für zwei Jahre zur AC Mantova. Danach schloss er sich seinem Heimatverein AS Cosenza Calcio an.

### In der Nationalmannschaft
Wegen seiner herausragenden Leistungen beim Serie-A-Klub Udinese Calcio wurde Fiore im Jahr 2000 in die Squadra Azzurra berufen. Sein Debüt gab er bei Italiens 1:0 im Februar dieses Jahres gegen Schweden. Als Ersatz für Dino Baggio, der ihn bei Parma immer auf die Bank verwiesen hat, kam Fiore bei der Europameisterschaft 2000 zum Einsatz. Das Turnier verlief sehr erfolgreich für den Italiener und beim 2:0-Sieg gegen Belgien erzielte Fiore das Tor, das viele als Tor des Turniers bezeichneten. Die Squadra Azzurra scheiterte letztendlich erst im Finale.
Sein Formtief bei Lazio Rom führte auch dazu, dass Fiore für die WM 2002 in Japan und Südkorea nicht berücksichtigt wurde. er gab selbst zu, dass er es wegen seiner derzeitigen Form nicht verdiene, für die italienische Nationalmannschaft zu spielen.
Schon zwei Jahre später wurde Fiore wieder für die Nationalelf berücksichtigt, da er bei Lazio Rom wieder zu seiner Form gefunden hatte. Bei der EM 2004 in Portugal wurde er vom Trainer Giovanni Trapattoni jedoch selten eingesetzt, da dieser Mauro Camoranesi bevorzugte. Die Nationalmannschaft brillierte aber vor allem in den Spielen mit Stefano Fiore, der im letzten Gruppenspiel gegen Bulgarien einen spektakulären Volleyschuss verwandelte. Italien verabschiedete sich, ungeschlagen, jedoch vorzeitig von der EM, da man die zwei vorhergehenden Spiele nur unentschieden gespielt hatte.
Nach guten Leistungen bei Fiorentina wurde von vielen Seiten eine Einberufung in die Nationalmannschaft als selbstverständlich angesehen. Marcello Lippi berücksichtigte Fiore jedoch nicht in seinem 23-Mann-Kader für die WM 2006 in Deutschland, und so war er wieder einmal nur Zuschauer bei einer Weltmeisterschaft und konnte den Weltmeistertitel nicht mit der Squadra Azzurra mitfeiern.

## Erfolge
- 2 × Coppa Italia: 1998/99, 2003/04 (AC Parma, Lazio Rom)
- 2 × UEFA-Pokal: 1994/95, 1998/99 (AC Parma)
- 1 × UEFA Intertoto Cup: 2000 (Udinese Calcio)
- 1 × EM-Finalist: 2000 (Italien)